# Georges Prud'Homme
Georges Arthur Prud'Homme (født 1899)  var en canadisk bokser som deltog under de olympiske lege 1920 i Antwerpen.
Prud'Homme vandt en sølvmedalje i boksning under OL 1920 i Antwerpen. Han kom på en andenplads i vægtklassen mellemvægt, i finalen tabte han til britiske Harry Mallin. Der var 17 boksere fra ni lande som stillede op i disciplinen som varede fra den 21. til 24. august 1920. 